# Kismet (Kansas)
Kismet és una població dels Estats Units a l'estat de Kansas. Segons el cens del 2000 tenia 484 habitants.

## Demografia
Segons el cens del 2000, Kismet tenia 484 habitants, 159 habitatges, i 123 famílies. La densitat de població era de 812,5 habitants/km².
Dels 159 habitatges en un 54,7% hi vivien nens de menys de 18 anys, en un 66% hi vivien parelles casades, en un 7,5% dones solteres, i en un 22,6% no eren unitats familiars. En el 19,5% dels habitatges hi vivien persones soles el 7,5% de les quals corresponia a persones de 65 anys o més que vivien soles. El nombre mitjà de persones vivint en cada habitatge era de 3,04 i el nombre mitjà de persones que vivien en cada família era de 3,51.
Per edats la població es repartia de la següent manera: un 37,8% tenia menys de 18 anys, un 7,9% entre 18 i 24, un 29,5% entre 25 i 44, un 17,1% de 45 a 60 i un 7,6% 65 anys o més.
L'edat mediana era de 28 anys. Per cada 100 dones de 18 o més anys hi havia 102 homes.
La renda mediana per habitatge era de 39.531 $ i la renda mediana per família de 38.750 $. Els homes tenien una renda mediana de 25.729 $ mentre que les dones 29.583 $. La renda per capita de la població era de 15.600 $. Entorn del 10,5% de les famílies i l'11,2% de la població estaven per davall del llindar de pobresa.

## Poblacions més properes
El següent diagrama mostra les poblacions més properes.